# Павлович, Пеко
Пеко Павлович (серб. Пеко Павловић; 1828, Чево — 4 мая 1903) — черногорский воевода.

## Жизнь
Его отец Павел, поэтому его называли Павлович, хотя его фамилия Николич.
Известен мужеством и полководческим искусством во времена князя Данилы. В 1875 году, когда произошло восстание в Боснии, он руководил черногорскими и боснийскими мятежниками. Он привез 1000 добровольцев из Черногории и организовал повстанческую армию, состоящую из 11 000 боснийцев в 12 батальонах. Европейская пресса, которая много писала о восстании, особо подчеркивая полководческое искусство командования, от которого турки понесли тяжелые потери. Он отличился в битве при Вучег До, в которой турки были разбиты, и во многих других сражениях того времени, таких как битва под Муратовичами .
Он был вынужден покинуть Черногорию из-за конфликта с великим князем Николой и воеводой Петром Вукотичем и отправился в Болгарию, где радикальные эмигранты (среди которых был Никола Пашич) безуспешно подготовили вторжение в Сербию для свержения короля Милана. Пеко вернулся в Черногорию, где он был политически активен, где и умер. Он был похоронен в Валашской церкви в Цетинье. Служил в черногорской, русской, валашской и итальянской армиях.